# SCTP
Trong mạng máy tính, Giao thức truyền vận điều khiển dòng (tiếng Anh: Stream Control Transmission Protocol  hay viết tắt SCTP) là một giao thức truyền thông ở tầng giao vận (số cổng 132), có vai trò tương tự giống hai giao thức phổ biến đó là TCP và UDP. Giao thức này cung cấp một số tính năng dịch vụ giống hai giao thức TCP và UDP: đó là một thông điệp định hướng như UDP và đảm bảo tin cậy, trong chuỗi truyền tải các thông điệp với sự điều khiển tắc nghẽn giống TCP.
Giao thức được định nghĩa bởi nhóm làm việc về Vận chuyển Tín hiệu IETF (SIGTRAN) vào năm 2000, và được duy trì bởi nhóm làm việc Lĩnh vực Vận chuyển IETF (TSVWG). RFC 4960 định nghĩa giao thức này. RFC 3286 cung cấp một số thông tin giới thiệu về giao thức SCTP.
Nếu việc thiếu hỗ trợ giao thức SCTP sẵn có ở các hệ điều hành, người ta có thể dùng giao thức đường hầm cho SCTP thông qua UDP, cũng như ánh xạ các cuộc gọi từ TCP API tới SCTP.

## Cấu trúc gói
| Bit | 0–7                                               | 0–7                                               | 0–7                                               | 0–7                                               | 0–7                                               | 0–7                                               | 0–7                                               | 0–7                                               | 8–15                                              | 8–15                                              | 8–15                                              | 8–15                                              | 8–15                                              | 8–15                                              | 8–15                                              | 8–15                                              | 16–23                                             | 16–23                                             | 16–23                                             | 16–23                                             | 16–23                                             | 16–23                                             | 16–23                                             | 16–23                                             | 24–31                                             | 24–31                                             | 24–31                                             | 24–31                                             | 24–31                                             | 24–31                                             | 24–31                                             | 24–31                                             |
| --- | ------------------------------------------------- | ------------------------------------------------- | ------------------------------------------------- | ------------------------------------------------- | ------------------------------------------------- | ------------------------------------------------- | ------------------------------------------------- | ------------------------------------------------- | ------------------------------------------------- | ------------------------------------------------- | ------------------------------------------------- | ------------------------------------------------- | ------------------------------------------------- | ------------------------------------------------- | ------------------------------------------------- | ------------------------------------------------- | ------------------------------------------------- | ------------------------------------------------- | ------------------------------------------------- | ------------------------------------------------- | ------------------------------------------------- | ------------------------------------------------- | ------------------------------------------------- | ------------------------------------------------- | ------------------------------------------------- | ------------------------------------------------- | ------------------------------------------------- | ------------------------------------------------- | ------------------------------------------------- | ------------------------------------------------- | ------------------------------------------------- | ------------------------------------------------- |
| +0  | Cổng nguồn (từ bit +0 đến bit 15)                 | Cổng nguồn (từ bit +0 đến bit 15)                 | Cổng nguồn (từ bit +0 đến bit 15)                 | Cổng nguồn (từ bit +0 đến bit 15)                 | Cổng nguồn (từ bit +0 đến bit 15)                 | Cổng nguồn (từ bit +0 đến bit 15)                 | Cổng nguồn (từ bit +0 đến bit 15)                 | Cổng nguồn (từ bit +0 đến bit 15)                 | Cổng nguồn (từ bit +0 đến bit 15)                 | Cổng nguồn (từ bit +0 đến bit 15)                 | Cổng nguồn (từ bit +0 đến bit 15)                 | Cổng nguồn (từ bit +0 đến bit 15)                 | Cổng nguồn (từ bit +0 đến bit 15)                 | Cổng nguồn (từ bit +0 đến bit 15)                 | Cổng nguồn (từ bit +0 đến bit 15)                 | Cổng nguồn (từ bit +0 đến bit 15)                 | Cổng đích (từ bit 16 đến bit 31)                  | Cổng đích (từ bit 16 đến bit 31)                  | Cổng đích (từ bit 16 đến bit 31)                  | Cổng đích (từ bit 16 đến bit 31)                  | Cổng đích (từ bit 16 đến bit 31)                  | Cổng đích (từ bit 16 đến bit 31)                  | Cổng đích (từ bit 16 đến bit 31)                  | Cổng đích (từ bit 16 đến bit 31)                  | Cổng đích (từ bit 16 đến bit 31)                  | Cổng đích (từ bit 16 đến bit 31)                  | Cổng đích (từ bit 16 đến bit 31)                  | Cổng đích (từ bit 16 đến bit 31)                  | Cổng đích (từ bit 16 đến bit 31)                  | Cổng đích (từ bit 16 đến bit 31)                  | Cổng đích (từ bit 16 đến bit 31)                  | Cổng đích (từ bit 16 đến bit 31)                  |
| 32  | Xác minh thẻ (từ bit 32 đến bit 63)               | Xác minh thẻ (từ bit 32 đến bit 63)               | Xác minh thẻ (từ bit 32 đến bit 63)               | Xác minh thẻ (từ bit 32 đến bit 63)               | Xác minh thẻ (từ bit 32 đến bit 63)               | Xác minh thẻ (từ bit 32 đến bit 63)               | Xác minh thẻ (từ bit 32 đến bit 63)               | Xác minh thẻ (từ bit 32 đến bit 63)               | Xác minh thẻ (từ bit 32 đến bit 63)               | Xác minh thẻ (từ bit 32 đến bit 63)               | Xác minh thẻ (từ bit 32 đến bit 63)               | Xác minh thẻ (từ bit 32 đến bit 63)               | Xác minh thẻ (từ bit 32 đến bit 63)               | Xác minh thẻ (từ bit 32 đến bit 63)               | Xác minh thẻ (từ bit 32 đến bit 63)               | Xác minh thẻ (từ bit 32 đến bit 63)               | Xác minh thẻ (từ bit 32 đến bit 63)               | Xác minh thẻ (từ bit 32 đến bit 63)               | Xác minh thẻ (từ bit 32 đến bit 63)               | Xác minh thẻ (từ bit 32 đến bit 63)               | Xác minh thẻ (từ bit 32 đến bit 63)               | Xác minh thẻ (từ bit 32 đến bit 63)               | Xác minh thẻ (từ bit 32 đến bit 63)               | Xác minh thẻ (từ bit 32 đến bit 63)               | Xác minh thẻ (từ bit 32 đến bit 63)               | Xác minh thẻ (từ bit 32 đến bit 63)               | Xác minh thẻ (từ bit 32 đến bit 63)               | Xác minh thẻ (từ bit 32 đến bit 63)               | Xác minh thẻ (từ bit 32 đến bit 63)               | Xác minh thẻ (từ bit 32 đến bit 63)               | Xác minh thẻ (từ bit 32 đến bit 63)               | Xác minh thẻ (từ bit 32 đến bit 63)               |
| 64  | Giá trị tổng kiểm (Checksum từ bit 64 đến bit 95) | Giá trị tổng kiểm (Checksum từ bit 64 đến bit 95) | Giá trị tổng kiểm (Checksum từ bit 64 đến bit 95) | Giá trị tổng kiểm (Checksum từ bit 64 đến bit 95) | Giá trị tổng kiểm (Checksum từ bit 64 đến bit 95) | Giá trị tổng kiểm (Checksum từ bit 64 đến bit 95) | Giá trị tổng kiểm (Checksum từ bit 64 đến bit 95) | Giá trị tổng kiểm (Checksum từ bit 64 đến bit 95) | Giá trị tổng kiểm (Checksum từ bit 64 đến bit 95) | Giá trị tổng kiểm (Checksum từ bit 64 đến bit 95) | Giá trị tổng kiểm (Checksum từ bit 64 đến bit 95) | Giá trị tổng kiểm (Checksum từ bit 64 đến bit 95) | Giá trị tổng kiểm (Checksum từ bit 64 đến bit 95) | Giá trị tổng kiểm (Checksum từ bit 64 đến bit 95) | Giá trị tổng kiểm (Checksum từ bit 64 đến bit 95) | Giá trị tổng kiểm (Checksum từ bit 64 đến bit 95) | Giá trị tổng kiểm (Checksum từ bit 64 đến bit 95) | Giá trị tổng kiểm (Checksum từ bit 64 đến bit 95) | Giá trị tổng kiểm (Checksum từ bit 64 đến bit 95) | Giá trị tổng kiểm (Checksum từ bit 64 đến bit 95) | Giá trị tổng kiểm (Checksum từ bit 64 đến bit 95) | Giá trị tổng kiểm (Checksum từ bit 64 đến bit 95) | Giá trị tổng kiểm (Checksum từ bit 64 đến bit 95) | Giá trị tổng kiểm (Checksum từ bit 64 đến bit 95) | Giá trị tổng kiểm (Checksum từ bit 64 đến bit 95) | Giá trị tổng kiểm (Checksum từ bit 64 đến bit 95) | Giá trị tổng kiểm (Checksum từ bit 64 đến bit 95) | Giá trị tổng kiểm (Checksum từ bit 64 đến bit 95) | Giá trị tổng kiểm (Checksum từ bit 64 đến bit 95) | Giá trị tổng kiểm (Checksum từ bit 64 đến bit 95) | Giá trị tổng kiểm (Checksum từ bit 64 đến bit 95) | Giá trị tổng kiểm (Checksum từ bit 64 đến bit 95) |
| 96  | Kiểu đoạn dữ liệu 1                               | Kiểu đoạn dữ liệu 1                               | Kiểu đoạn dữ liệu 1                               | Kiểu đoạn dữ liệu 1                               | Kiểu đoạn dữ liệu 1                               | Kiểu đoạn dữ liệu 1                               | Kiểu đoạn dữ liệu 1                               | Kiểu đoạn dữ liệu 1                               | Các cờ đoạn dữ liệu 1                             | Các cờ đoạn dữ liệu 1                             | Các cờ đoạn dữ liệu 1                             | Các cờ đoạn dữ liệu 1                             | Các cờ đoạn dữ liệu 1                             | Các cờ đoạn dữ liệu 1                             | Các cờ đoạn dữ liệu 1                             | Các cờ đoạn dữ liệu 1                             | Chiều dài đoạn dữ liệu 1                          | Chiều dài đoạn dữ liệu 1                          | Chiều dài đoạn dữ liệu 1                          | Chiều dài đoạn dữ liệu 1                          | Chiều dài đoạn dữ liệu 1                          | Chiều dài đoạn dữ liệu 1                          | Chiều dài đoạn dữ liệu 1                          | Chiều dài đoạn dữ liệu 1                          | Chiều dài đoạn dữ liệu 1                          | Chiều dài đoạn dữ liệu 1                          | Chiều dài đoạn dữ liệu 1                          | Chiều dài đoạn dữ liệu 1                          | Chiều dài đoạn dữ liệu 1                          | Chiều dài đoạn dữ liệu 1                          | Chiều dài đoạn dữ liệu 1                          | Chiều dài đoạn dữ liệu 1                          |
| 128 | Dữ liệu đoạn 1                                    | Dữ liệu đoạn 1                                    | Dữ liệu đoạn 1                                    | Dữ liệu đoạn 1                                    | Dữ liệu đoạn 1                                    | Dữ liệu đoạn 1                                    | Dữ liệu đoạn 1                                    | Dữ liệu đoạn 1                                    | Dữ liệu đoạn 1                                    | Dữ liệu đoạn 1                                    | Dữ liệu đoạn 1                                    | Dữ liệu đoạn 1                                    | Dữ liệu đoạn 1                                    | Dữ liệu đoạn 1                                    | Dữ liệu đoạn 1                                    | Dữ liệu đoạn 1                                    | Dữ liệu đoạn 1                                    | Dữ liệu đoạn 1                                    | Dữ liệu đoạn 1                                    | Dữ liệu đoạn 1                                    | Dữ liệu đoạn 1                                    | Dữ liệu đoạn 1                                    | Dữ liệu đoạn 1                                    | Dữ liệu đoạn 1                                    | Dữ liệu đoạn 1                                    | Dữ liệu đoạn 1                                    | Dữ liệu đoạn 1                                    | Dữ liệu đoạn 1                                    | Dữ liệu đoạn 1                                    | Dữ liệu đoạn 1                                    | Dữ liệu đoạn 1                                    | Dữ liệu đoạn 1                                    |
| ... | ...                                               | ...                                               | ...                                               | ...                                               | ...                                               | ...                                               | ...                                               | ...                                               | ...                                               | ...                                               | ...                                               | ...                                               | ...                                               | ...                                               | ...                                               | ...                                               | ...                                               | ...                                               | ...                                               | ...                                               | ...                                               | ...                                               | ...                                               | ...                                               | ...                                               | ...                                               | ...                                               | ...                                               | ...                                               | ...                                               | ...                                               | ...                                               |
| ... | Kiểu đoạn dữ liệu N                               | Kiểu đoạn dữ liệu N                               | Kiểu đoạn dữ liệu N                               | Kiểu đoạn dữ liệu N                               | Kiểu đoạn dữ liệu N                               | Kiểu đoạn dữ liệu N                               | Kiểu đoạn dữ liệu N                               | Kiểu đoạn dữ liệu N                               | Các cờ đoạn dữ liệu N                             | Các cờ đoạn dữ liệu N                             | Các cờ đoạn dữ liệu N                             | Các cờ đoạn dữ liệu N                             | Các cờ đoạn dữ liệu N                             | Các cờ đoạn dữ liệu N                             | Các cờ đoạn dữ liệu N                             | Các cờ đoạn dữ liệu N                             | Chiều dài đoạn dữ liệu N                          | Chiều dài đoạn dữ liệu N                          | Chiều dài đoạn dữ liệu N                          | Chiều dài đoạn dữ liệu N                          | Chiều dài đoạn dữ liệu N                          | Chiều dài đoạn dữ liệu N                          | Chiều dài đoạn dữ liệu N                          | Chiều dài đoạn dữ liệu N                          | Chiều dài đoạn dữ liệu N                          | Chiều dài đoạn dữ liệu N                          | Chiều dài đoạn dữ liệu N                          | Chiều dài đoạn dữ liệu N                          | Chiều dài đoạn dữ liệu N                          | Chiều dài đoạn dữ liệu N                          | Chiều dài đoạn dữ liệu N                          | Chiều dài đoạn dữ liệu N                          |
| ... | Dữ liệu đoạn N                                    | Dữ liệu đoạn N                                    | Dữ liệu đoạn N                                    | Dữ liệu đoạn N                                    | Dữ liệu đoạn N                                    | Dữ liệu đoạn N                                    | Dữ liệu đoạn N                                    | Dữ liệu đoạn N                                    | Dữ liệu đoạn N                                    | Dữ liệu đoạn N                                    | Dữ liệu đoạn N                                    | Dữ liệu đoạn N                                    | Dữ liệu đoạn N                                    | Dữ liệu đoạn N                                    | Dữ liệu đoạn N                                    | Dữ liệu đoạn N                                    | Dữ liệu đoạn N                                    | Dữ liệu đoạn N                                    | Dữ liệu đoạn N                                    | Dữ liệu đoạn N                                    | Dữ liệu đoạn N                                    | Dữ liệu đoạn N                                    | Dữ liệu đoạn N                                    | Dữ liệu đoạn N                                    | Dữ liệu đoạn N                                    | Dữ liệu đoạn N                                    | Dữ liệu đoạn N                                    | Dữ liệu đoạn N                                    | Dữ liệu đoạn N                                    | Dữ liệu đoạn N                                    | Dữ liệu đoạn N                                    | Dữ liệu đoạn N                                    |

## Bảo mật
Mặc dù mã hóa không phải là một phần của thiết kế ban đầu SCTP SCTP được thiết kế với các tính năng để cải thiện bảo mật, chẳng hạn như bắt tay 4 chiều để bảo vệ chống lại các cuộc tấn công lũ lụt và "cookie" lớn để xác minh tính liên kết và tính xác thực. Độ tin cậy cũng là một khía cạnh quan trọng của thiết kế bảo mật SCTP. Multihoming cho phép một hiệp hội duy trì mở ngay cả khi một số tuyến đường và giao diện không hoạt động. Điều này đặc biệt quan trọng đối với SIGTRAN, vì nó vận chuyển SS7 qua mạng IP bằng SCTP và yêu cầu khả năng phục hồi mạnh mẽ trong thời gian ngắt liên kết để duy trì dịch vụ viễn thông, ngay cả khi chúng đang hỗ trợ các bất thường trong mạng. SCTP đôi khi là một ứng cử viên dấu vân tay tốt. Một số hệ điều hành cho phép hỗ trợ SCTP theo mặc định và do không được biết đến như TCP hoặc UDP, đôi khi nó bị bỏ qua trong các cấu hình phát hiện xâm nhập và tường lửa, thường cho phép bỏ phiếu lưu lượng.